# Сарасуа, Рената
Рената Сарасуа (исп. Renata Zarazúa; род. 30 сентября 1997, Мехико) — мексиканская теннисистка. Участница Олимпийских игр 2020 года; победительница четырёх турниров WTA 125 (3 — в одиночном разряде).

## Общая биография
Племянница известного теннисиста Висенте Сарасуа.

## Спортивная карьера
Член сборной Мексики на Кубке Федерации, Сарасуа имеет отрицательную статистику матчей — 0:1 (16 февраля 2016 года) — поражение от бразильянки Паулы Кристины Гонсалвес).
В сентябре 2020 года она вышла в основную сетку Открытого чемпионата Франции по теннису, что стало её первым появлением на турнире серии Большого шлема. Сарасуа также стала первой мексиканкой в основной сетке турнира за 20 лет. Она выбывала во втором раунде, уступив Элине Свитолиной.

### 2024
В конце июня 2024 года в квалификации на Уимблдонский турнир, она дошла до финального раунда квалификации где проиграла американке Маккартни Кесслер со счётом 6-3, 3-6, 2-6. И в итоге Рената попала в основную сетку турнира как лаки-лузер после того как с турнира снялась россиянка Екатерина Александрова. Где она в первом раунде турнира проиграла британке Эмме Радукану со счётом 6-7 (0-7), 3-6.
В начале ноября 2024 года дошла до полуфинала в парном разряде турнира категории WTA 250 Открытый чемпионат Мериды (Мексика) вместе с россиянкой Анастасией Тихоновой, где они проиграли бельгийкам Магали Кемпен и Ларе Салден со счётом 6-4, 3-6, [5:10].
На этом же турнире дошла до четвертьфинала в одиночном разряде, где проиграла турчанке Зейнеп Сёнмез со счётом 6-3, 3-6, 4-6.